# Vlag van het Brussels Hoofdstedelijk Gewest
De vlag van het Brussels Hoofdstedelijk Gewest beeldt een gestileerde iris uit. Oorspronkelijk betrof het een goudkleurige iris op een donkerblauwe achtergrond, naar een ontwerp van Jacques Richez dat in 1991 verkozen werd uit een publieke wedstrijd.
Op 9 januari 2015 werd een nieuwe vlag goedgekeurd in het Brussels Hoofdstedelijk Parlement. Het betrof het logo dat reeds enkele jaren meedraaide als nieuwe huisstijl en bestond uit een iris met een grijs hartje. Het Brussels Hoofdstedelijk Parlement wou omwille van eenvormigheid één iris voor alle externe communicatie en besliste daarom om ook de vlag mee aan te passen.
De kleuren zijn gebaseerd op de Europese vlag omdat Brussel een van de officiële hoofdsteden van Europa is.

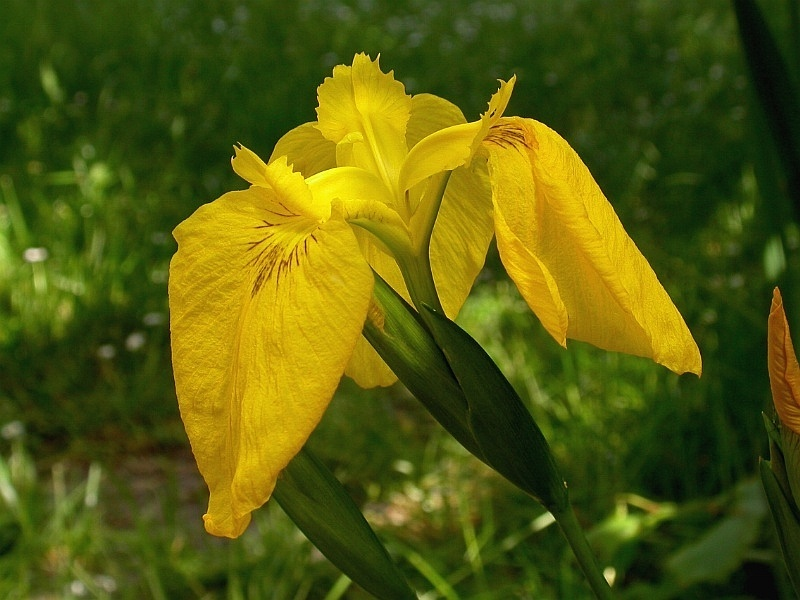
Een Iris pseudacorus (gele lis)

## Afgeleide vlaggen
De Brusselse vlag wordt gecombineerd met de Waalse vlag om die van de Franse Gemeenschapscommissie (COCOF) te vormen en met de Vlaamse vlag om die van de Vlaamse Gemeenschapscommissie (VGC) te vormen.

Vlag van de COCOF
Vlag van de VGC

## Gemeenten

Vlag van Anderlecht
Vlag van Brussel
Vlag van Elsene
Vlag van Etterbeek
Vlag van Evere
Vlag van Ganshoren
Vlag van Jette
Vlag van Koekelberg
Vlag van Oudergem
Vlag van Schaarbeek
Vlag van Sint-Agatha-Berchem
Vlag van Sint-Gillis
Vlag van Sint-Jans-Molenbeek
Vlag van Sint-Joost-ten-Node
Vlag van Sint-Lambrechts-Woluwe
Vlag van Sint-Pieters-Woluwe
Vlag van Ukkel
Vlag van Vorst
Vlag van Watermaal-Bosvoorde